# São Miguel do Iguaçu
São Miguel do Iguaçu is een gemeente in de Braziliaanse deelstaat Paraná. De gemeente telt 26.451 inwoners (schatting 2009).

## Aangrenzende gemeenten
De gemeente grenst aan Foz do Iguaçu, Itaipulândia, Medianeira, Santa Terezinha de Itaipu en Serranópolis do Iguaçu. 

### Landsgrens
En met als landsgrens aan de gemeente Comandante Andresito in het departement General Manuel Belgrano en aan de gemeente Puerto Iguazú in het departement Iguazú in de provincie Misiones met het buurland Argentinië.